# アーグラー・カント駅
アーグラー・カント駅（アーグラー・カントえき、英語：Agra Cantonment Railway Station、ヒンディー語：आगरा छावनी रेलवे स्टेशन）はインド・ウッタル・プラデーシュ州の人口約157万人が暮らすアーグラにある駅。正式名称は「アーグラー・カントンメント駅」である。世界遺産に登録されているタージ・マハル廟、アーグラ城塞の最寄り駅である。
| スタブアイコン | サブスタブ | この項目は、まだ閲覧者の調べものの参照としては役立たない、鉄道に関連した書きかけの項目です。この項目を加筆・訂正などしてくださる協力者を求めています（P:鉄道/PJ:鉄道）。 |